# 金柄基
金柄基（1948年11月2日—），韓國男演員，1969年KBS第8期公開招募演員。

## 經歷
- 2007年8月新生命志願中心弘報大使

## 演出作品

### 電視劇
- 1982年—1985年：KBS《지금 평양에선》飾演 金正日
- 1995年：SBS《未來時代》
- 1995年：SBS《沙漏》
- 1997年：MBC《復仇血戰》
- 1998年：KBS《王與妃》飾演 嚴自治
- 2001年：KBS《明成皇后》飾演 岡本柳之助
- 2002年：MBC《人魚小姐》飾演 李聖壽
- 2003年：KBS《武人時代》飾演 盧仁祐
- 2003年：MBC《初戀》
- 2003年：SBS《王的女人》
- 2003年：MBC《男人的香氣》
- 2003年：MBC《茶母》
- 2004年：SBS《最後的舞請與我一起》飾演 皮爾張
- 2004年：MBC《花王仙女》飾演 武彬父
- 2005年：MBC《辯護師》
- 2005年：MBC《第五共和國》飾演 盧信永
- 2005年：KBS《黃金蘋果》
- 2006年：MBC《朱蒙》飾演 延陀勃
- 2007年：MBC《阿峴洞夫人》飾演 白帝羅
- 2008年：KBS《風之國》飾演 相加
- 2009年：KBS《千秋太后》飾演 金元崇
- 2009年：KBS《不能結婚的男人》飾演 張鋒守
- 2009年：SBS《妻子回來了》
- 2010年：KBS《巨商金萬德》飾演 大監大人
- 2010年：MBC《慾望之火》飾演 金英泰
- 2011年：SBS《Midas》飾演 具成哲
- 2011年：MBC《階伯》飾演 沙宅積德
- 2011年：MBC《光與影》飾演 金才旭
- 2012年：Channel A《不朽的名作》飾演 徐頓滿
- 2012年：SBS《信義》
- 2013年：MBC《龜巖許浚》飾演 成仁哲
- 2014年：KBS《感激時代：鬪神的誕生》飾演 占卜師
- 2014年：MBC《Triangle》飾演 尹泰俊
- 2016年：KBS《Master－麵條之神》飾演 蘇泰燮
- 2017年：KBS《我的黃金光輝人生》飾演 盧陽浩
- 2018年: MBN《心動警報》飾
- 2019年：KBS《左撇子妻子》飾演 朴順泰
- 2019年：MBC《Item》飾演 趙觀
- 2019年：MBC《The Banker》飾演 崔宗秀
- 2021年：KBS《警察課程》飾演 警察大學校長 林泰洙
- 2021年：KBS《黑洞》飾演 無地高中理事長 崔景秀
- 2021年：KBS《黑色太陽》飾演 國家情報院院長 方永燦

### 電影
- 2000年：《散步》

## 獲獎
- 1977年：KBS演技大賞最優秀男演員獎
- 2007年：MBC演技大賞特別獎-中堅演員獎

## 外部連結
- NAVER （页面存档备份，存于）